# Emergo
Emergo (Brasil: Apartamento 143 ) é um filme de terror produzido na Espanha, dirigido por Carles Torrens (com roteiro escrito por Rodrigo Cortes) e lançado em 4 de maio de 2012.